# Liste Münchner Straßennamen/X–Z
Die Liste Münchner Straßennamen listet Namen von Straßen und Plätzen der bayerischen Landeshauptstadt München auf und führt dabei auch die Bedeutungen und Umstände der Namensgebung an. Aktuell gültige Straßenbezeichnungen sind in Fettschrift angegeben, nach Umbenennung oder Überbauung nicht mehr gültige Bezeichnungen in Kursivschrift.
Aufgrund der großen Anzahl Münchner Straßennamen ist die Liste in alphabetisch sortierte Unterlisten aufgeteilt.

## X
Xaver-Weismor-Straße, Berg am Laim, Trudering-Riem
(1933) Xaver Weismor (1854–1909), Gemeindeausschussmitglied Truderings

## Y

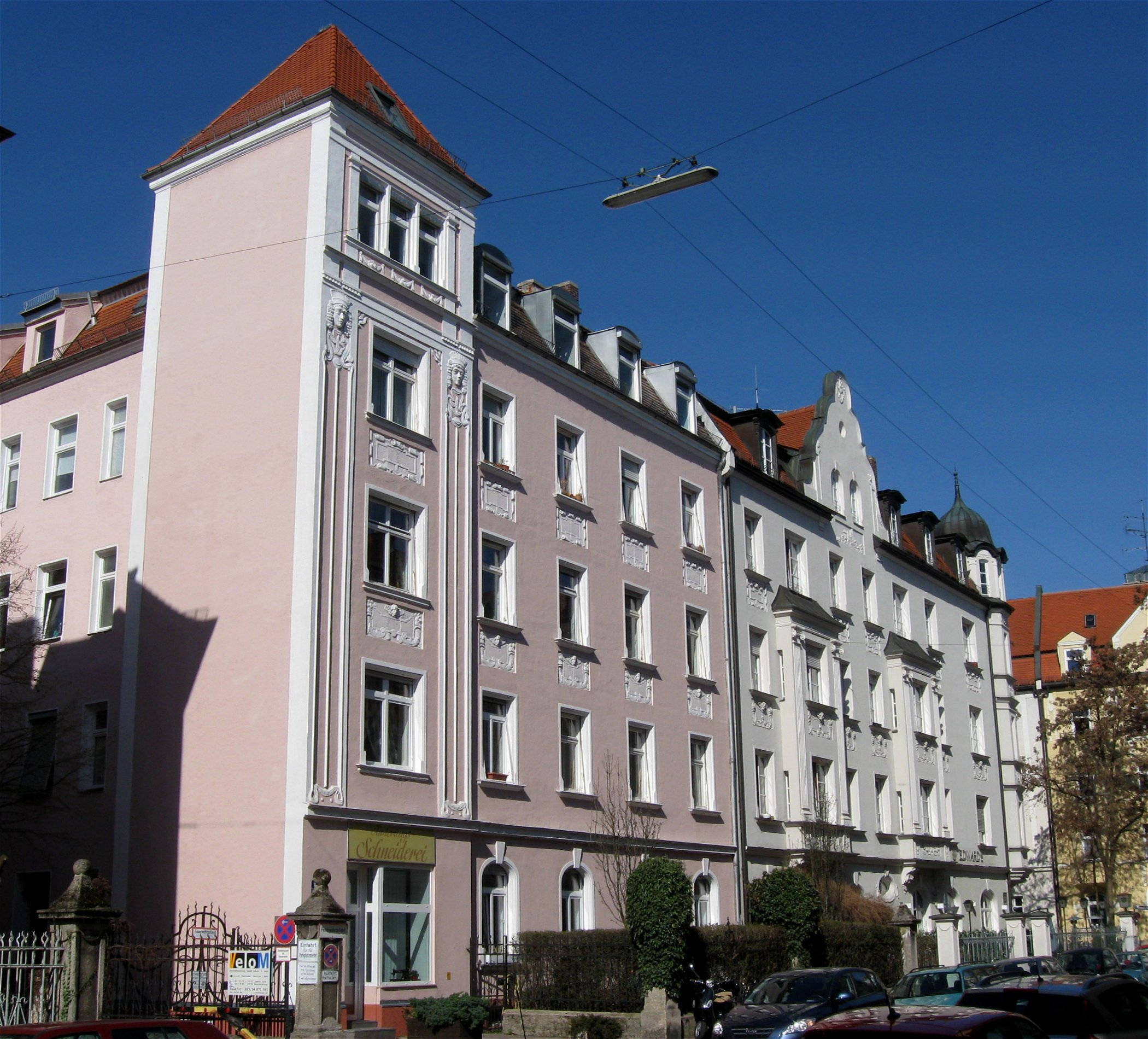
Ysenburgstraße 11–13

Yorckstraße, Neuhausen
(1921) Ludwig Yorck von Wartenburg (1759–1830), preußischer Feldmarschall und Heerführer in den Befreiungskriegen
(* nach dem Zweiten Weltkrieg) auch Peter Yorck von Wartenburg (1904–1944), Mitglied des Kreisauer Kreises
Ysenburgstraße, Neuhausen
(1894) Georg August Graf Ysenburg (1741–1822), königlich bayerischer General

## Z

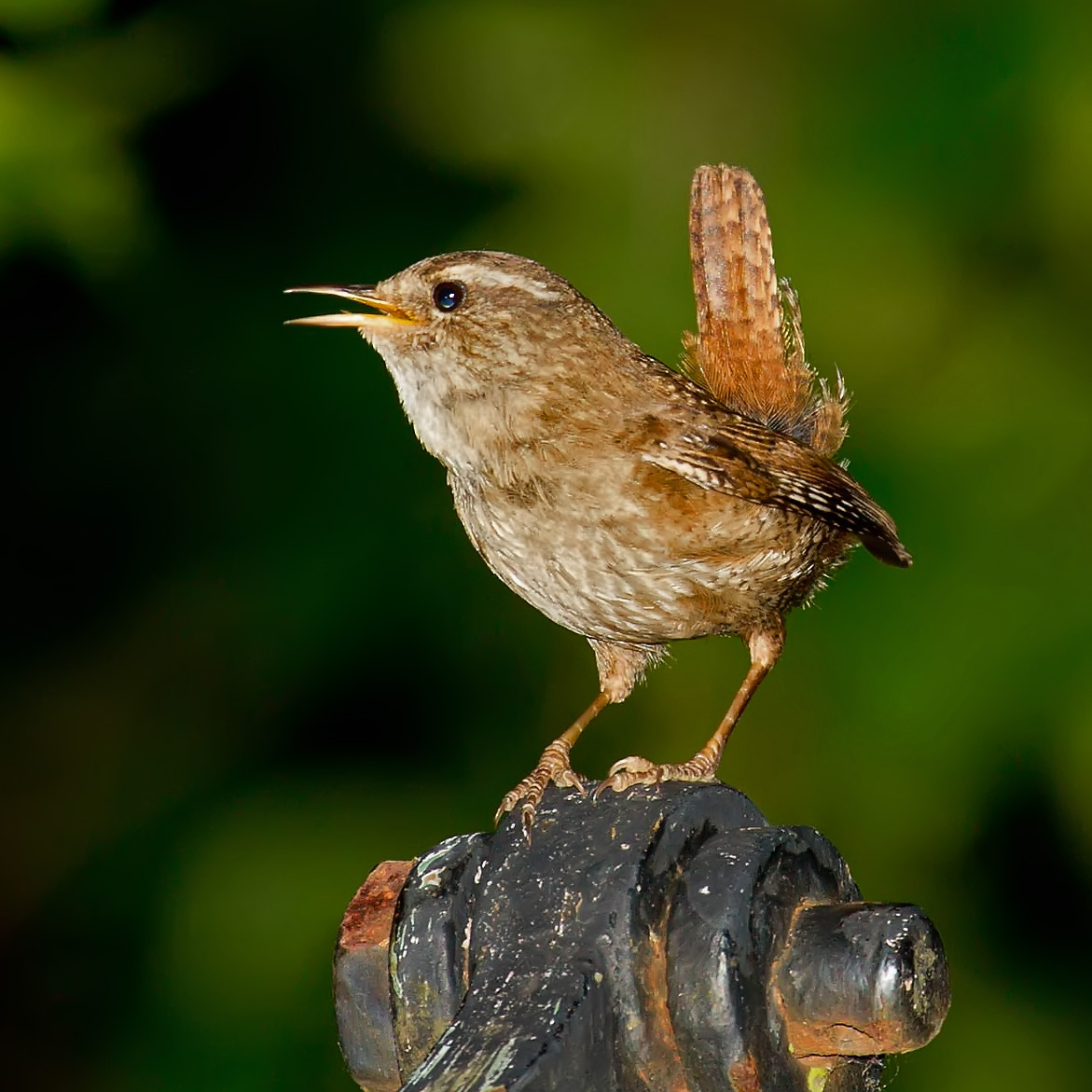
Zaunkönig

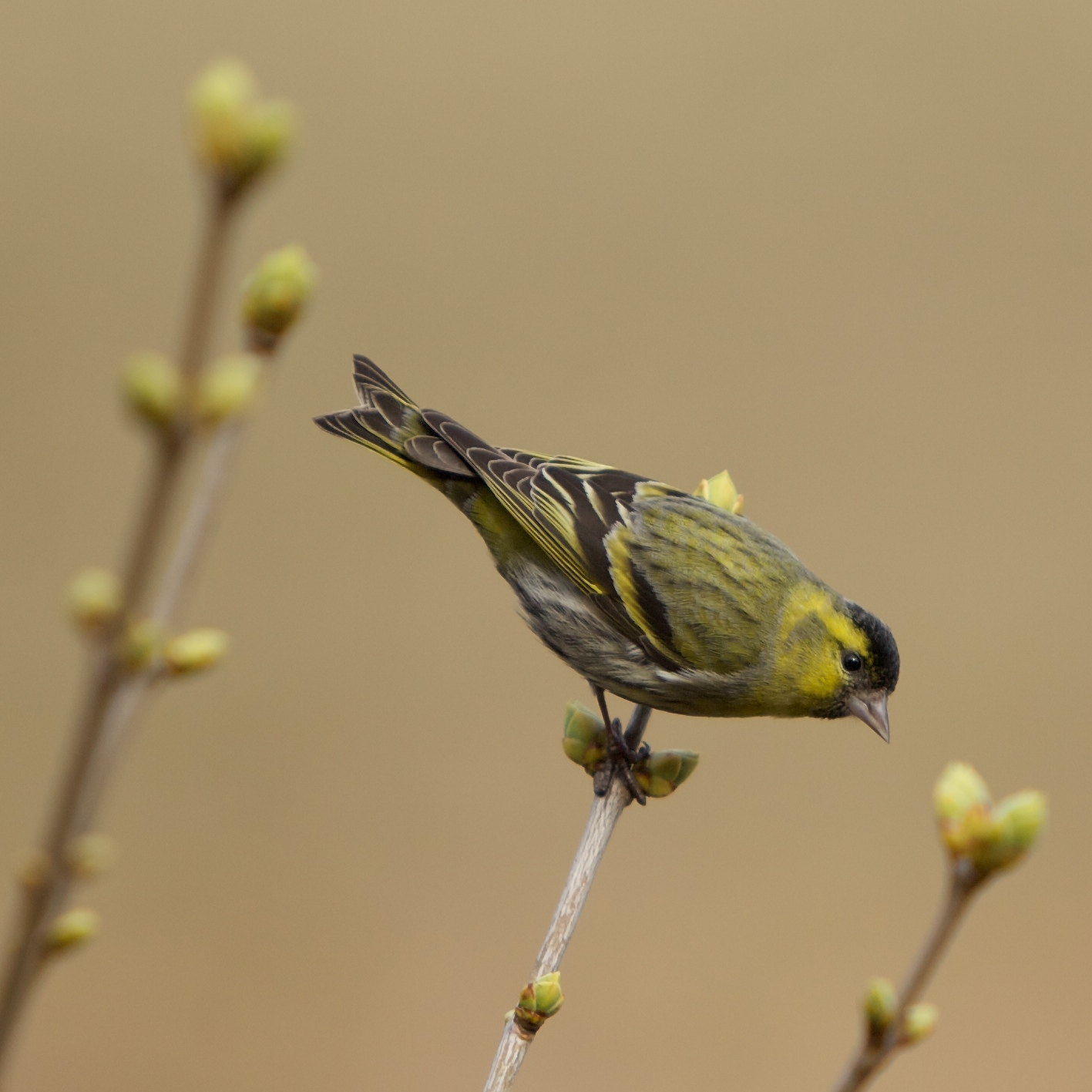
Erlenzeisig

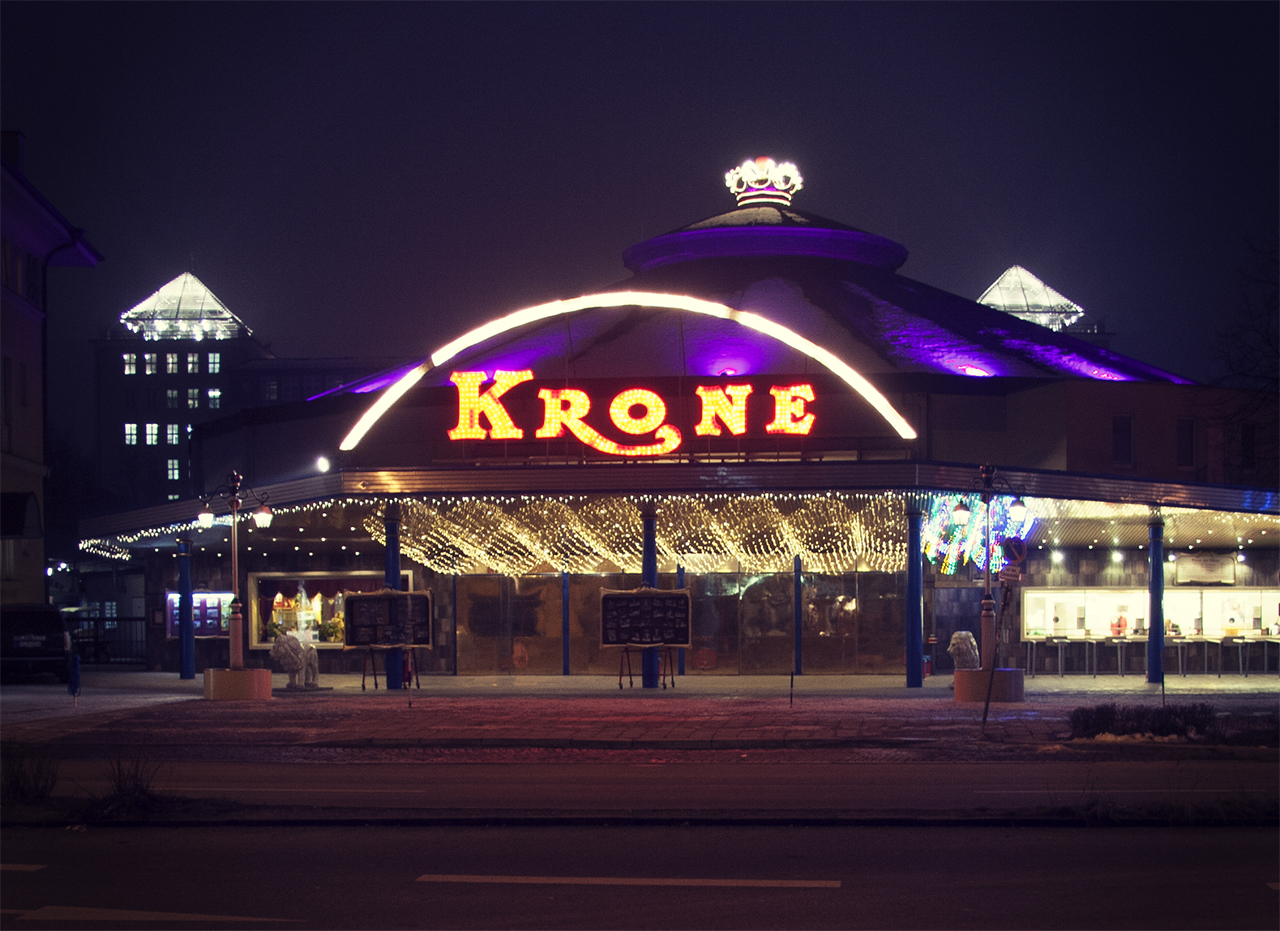
Circus Krone

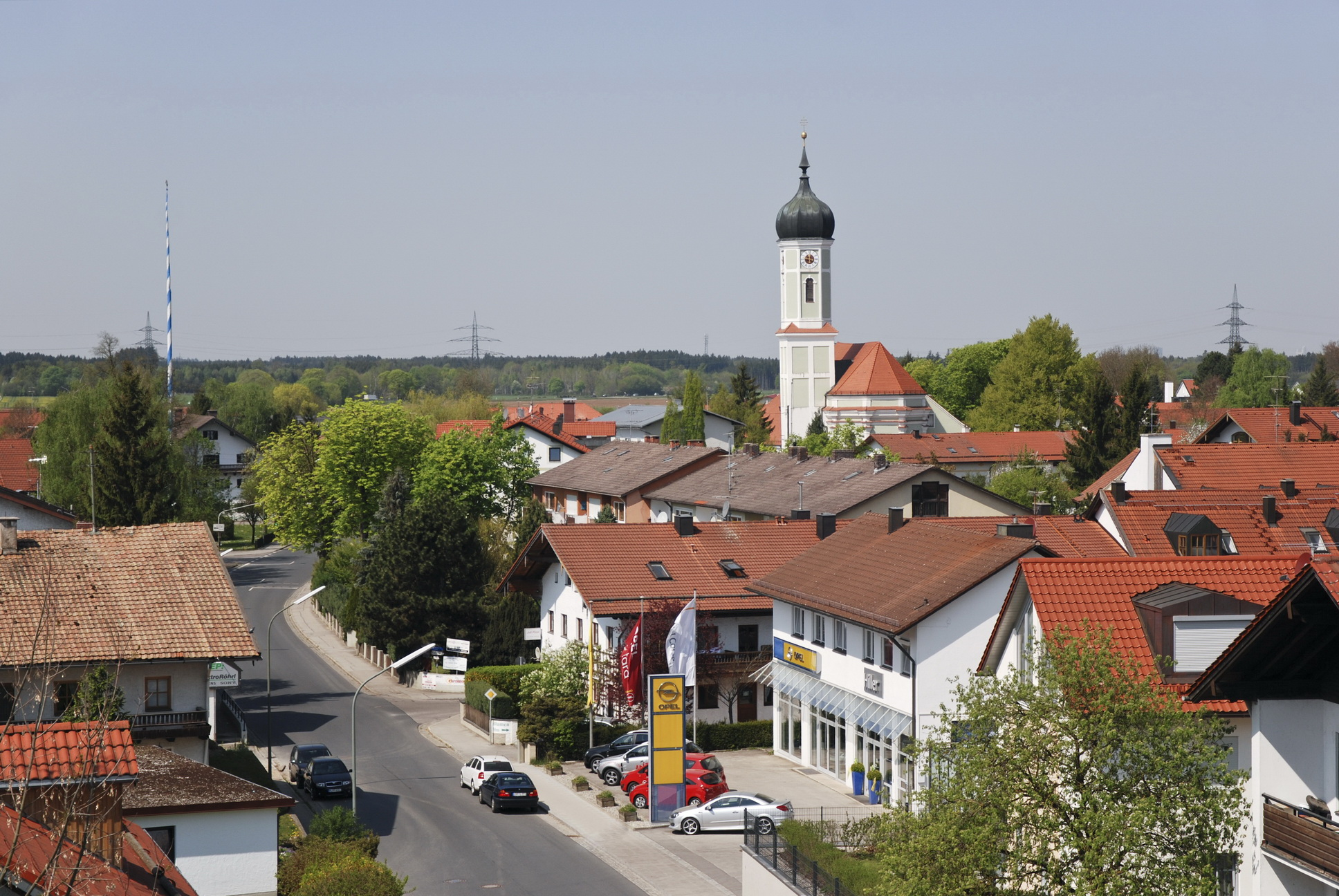
Zorneding

Zaberner Straße, Obersendling
(1931) Saverne, französische Stadt, deutsch Zabern
Zacharias-Werner-Straße, Pasing
(1947) Zacharias Werner (1768–1823), Dichter und Dramatiker
Zacherlweg, Au
(1928) Franz Xaver Zacherl (1772–1849), Braumeister der 1806 die Paulaner Klosterbrauerei übernahm und 1826 auch das Spöckmeierbräu kaufte
Zänglweg, Ramersdorf
(1964) Joseph Zängl (1755–1827). Stadtbuchdrucker
Zahnbrecherweg, Johanneskirchen
(1984) Franz Xaver Zahnbrecher (1882–1935), Politiker
Zamboninistraße, Nymphenburg
(1900) Pietro Zambonini, Sänger, im 17. Jahrhundert Mitglied der Hofkapelle
Zamdorfer Straße, Bogenhausen
(1962) Zamdorf, 1913 eingemeindeter Stadtteil
Zamdorferweg,
(1917) nun Donaustraße
Zamilastraße, Englschalking
(1956) Zamila, germanischer Frauenname
Zanderstraße, Milbertshofen
(1913) Zander, ehemaliger Inhaber der Möbelfabrik Milbertshofen
Zapfweg, Pasing
(1985) Felix Zapf (1905–1968), Architekt der Postbauschule
Zasingerstraße, Untergiesing
(1899) Martin Zagl, genannt Zasinger, Goldschmiedemeister
Zauberwaldstraße, Gartenstadt Trudering
(1949) Zauberwald, Geotop bei Berchtesgaden
Zaubzerstraße, Bogenhausen
(1899) Ignaz Zaubzer (1801–1866), Stadtapotheker und Vorstand des Kollegiums der Gemeindebevollmächtigten
Zauneidechsenweg, Am Hart
(2001) Zauneidechse, Reptil aus der Familie der Echten Eidechsen
Zaunerstraße, Untermenzing
(1959) Franz Zauner (1876–1943), Kunsthistoriker
Zaunkönigweg, Waldtrudering
(1933) Zaunkönig, Singvogelart
Zaunweg, Alte Heide
(1952) ehemaliger "Schwabinger Zaun", der eine Viehweide umgrenzte
Zauserweg, Aubing
(1985) Georg Zauser (1906–1979), CSU-Politiker
Zavelsteinstraße, Großhadern
(1947) Zavelstein, Luftkurort
Zechstraße, Untersendling
(1901) Zech auf Neuhofen, Adelsgeschlecht
Zedernweg, Freimann
(1950) Zedern, Pflanzengattung aus der Familie der Kieferngewächse
Zegginstraße, Sendling-Westpark
(1937) Zeggin, Münchner Goldschmiede- und Medailleurfamilie, die aus Szegedin in Ungarn
Zehentbauernstraße, Obergiesing
(1856) alter Hofname
Zehentstadelweg, Obermenzing
(1968) Zehentstadel, dem Aufbewahrungsort des Zehnten
Zehetmeierstraße, Freimann
(1931) Zehetmeier, ein ehemaliges Bauernanwesen in Freimann
Zehntfeldstraße, Berg am Laim, Trudering-Riem
(1930) alter Flurname
Zeichingerweg,
Zeidelweide, Feldmoching
(1958) nach einer ehemals reichen Bienenweide
Zeisigweg, Waldtrudering
(1935) Zeisig, Singvogel aus der Familie der Finken
Zeismeringer Straße, Obersendling
(1921) Ober- und Unterzeismering, zwei Ortsteile von Tutzing in Oberbayern
Zeißstraße, Allach-Untermenzing
(1955) Carl Zeiß (1816–1888), deutscher Mechaniker und Unternehmer
Zeitblomstraße, Ramersdorf
(1955) Bartholomäus Zeitblom (um 1455 – um 1518), Kunstmaler der Spätgotik
Zeitlerstraße, Feldmoching
(1950) Michael Zeitler (1841–1918), Lehrer und Ehrenbürger der Gemeinde Feldmoching
Zellerhornstraße, Ramersdorf
(1952) Zellerhorn, Berg in den Chiemgauer Alpen
Zellstraße, Haidhausen
(1965) Clemens Zell (1875–1958), berufsmäßiger Stadtrat und Leiter der städtischen Elektrizitätswerke
Zenettiplatz, Isarvorstadt
(1894) Arnold von Zenetti (1824–1891), Architekt und Münchner Stadtbaurat
Zenettistraße, Isarvorstadt
(1894) siehe vorstehend
Zenneckbrücke, Isarvorstadt, Au
(1959) Jonathan Zenneck (1871–1959), Physiker und Rektor der TH München
Zennerstraße, Thalkirchen
(1900) Andreas Zenner, ehemaliger Eigentümer der früheren Wirtschaft "Maria Einsiedel"
Zeno-Diemer-Straße, Nymphenburg
(1947) Michael Zeno Diemer (1867–1939), Maler

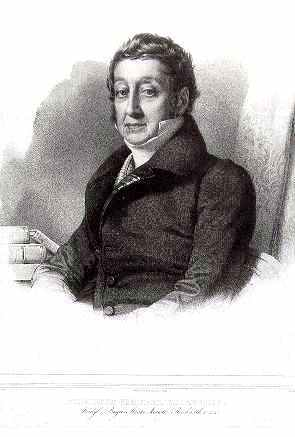
Georg Friedrich von Zentner

Zentnerstraße, Maxvorstadt, Schwabing-West
(1891) Georg Friedrich Freiherr von Zentner (1752–1835), Rechtsgelehrter und Staatsmann, Ehrenbürger Münchens
Zentralländstraße, Thalkirchen
(1906) Zentrallände, Anlegeplatz für Flöße aus dem Isarwinkel
Zenzl-Mühsam-Straße, Neuperlach
(2020) Creszentia Mühsam (1884–1962), Kämpferin für die Münchner Räterepublik
Zeppelinstraße, Au
vermutlich (1906) Ferdinand von Zeppelin, General der Kavallerie, Begründer des Starrluftschiffbaus
Zettlerstraße, Moosach
(1956) Münchner Glasmalergeschlecht aus dem u. a. Franz Xaver Zettler (1841–1916) entstammt
Zeughausplatz,
(1835)
Zickweg, Am Hart
(1977) Januarius Zick (1730–1797), Maler und Architekt des Spätbarocks
Zieblandstraße, Maxvorstadt
(1883) Georg Friedrich Ziebland (1800–1873), Architekt und Baumeister
Ziegeleistraße, Lochhausen
(1947) Verlauf der Straße zu einer Ziegelei
Ziegelhofstraße, Obermenzing
(1947) Ziegelhof, alter Hausname um 1500
Ziegelstadelweg, Berg am Laim
(2018) Ziegeleien, bis zum Zweiten Weltkrieg hier ansässig
Zieglerstraße, Ramersdorf
(1930) Freiherr von Ziegler, Gutsbesitzer in Perlach
Ziehrerstraße, Obersendling
(1947) Carl Michael Ziehrer (1843–1922), österreichischer Komponist. Zuvor hieß die Straße Finkenstraße.
Zielstattstraße, Obersendling
(1901) ehemalige Schießstätte der "Priviligierten Hauptschützengesellschaft München"
Ziemssenstraße, Ludwigsvorstadt
(1903) Hugo von Ziemssen (1829–1902), Mediziner und Direktor des Städtischen Allgemeinen Krankenhauses in München, Ehrenbürger der Stadt München
Zietenstraße, Milbertshofen
(1913) Hans Joachim von Zieten (1699–1786), preußischer Reitergeneral
Zillertalstraße, Sendling-Westpark
(1926) Zillertal, südliches Seitental des Inntals im österreichischen Bundesland Tirol
Zimmermannstraße,
(1917) 26. Stadtbezirk
Zimmermannweg, Bogenhausen
(1972) Clemens von Zimmermann (1788–1869), Maler
Zinckgrafstraße, Hadern
(1956) Friedrich Heinrich Zinckgraf (1878–1954), deutscher Galerist, Kunsthändler und Philatelist
Zinnebergstraße, Ramersdorf
(1926) Schloss Zinneberg bei Glonn
Zinnienstraße, Freimann
(1931) Zinnien, Zierpflanzenart aus der Familie der Korbblütler
Zirbelweg, Freimann
(1950) Zirbel oder auch Zirbelkiefer, heimischer Nadelbaum
Zirkus-Krone-Weg
Zirkus-Krone-Straße, Maxvorstadt
(1967) Circus Krone hat an dieser Straße sein festes Winterquartier
Zirler Straße, Sendling-Westpark
(1934) Zirl, österreichische Marktgemeinde
Zita-Zehner-Platz, Au
(1999) Zita Zehner (1900–1978), Politikerin und von 1946 bis 1970 Mitglied im Bayerischen Landtag
Zittauer Straße, Moosach, Allach-Untermenzing
(1924) Zittau, Große Kreisstadt in Sachsen
Zittelstraße, Schwabing-West
(1906) Karl Alfred von Zittel (1839–1904), Geologe und Paläontologe
Zitzelsbergerstraße, Forstenried
(1959) Bartholomäus Zitzelsberger (1740–1835), Pfarrer
Zöllerstraße, Großhadern
(1962) Richard Zöller (1905–1961), Richter
Zollstraße, Ludwigsvorstadt
(1877) Gebäude der "Königlichen Zolladministration" grenzte an diese Straße
Zoppoter Straße, Bogenhausen
(1930) Sopot (deutsch: Zoppot), polnische Stadt an der Danziger Bucht
Zornedinger Straße, Ramersdorf
(1925) Zorneding, Gemeinde im oberbayerischen Landkreis Ebersberg
Zschokkestraße, Laim
(1925) Heinrich Zschokke (1771–1848), deutsch-schweizerischer Schriftsteller und Pädagoge
Zuccalistraße, Nymphenburg
(1900) Zuccalli, aus Graubünden (Schweiz) stammende Baumeisterfamilie
Zuccarinistraße,
(1917) 29. Stadtbezirk
Zuckerhütlstraße, Neuperlach
(1981) Zuckerhütl, Berg in den Stubaier Alpen
Zügelstraße, Moosach
(1947) Heinrich von Zügel (1850–1941), Maler
Zuger Straße, Fürstenried
(1962) Zug, Schweizer Stadt
Zugspitzstraße, Obergiesing
(1877) Zugspitze, höchster Berg Deutschlands
Zugspitzstraße, Solln
wurde bei der Eingemeindung Sollns 1938 Teil von München. 1947 umbenannt in Bräutigamstraße.
Zum Hirtengütl, Johanneskirchen
(1984) "Hirtengütl", alter Hausname
Zum Künstlerhof, Neuhausen
(1930) Künstlerateliers in einer Wohnanlage der Gemeinnützigen Wohnungsfürsorge AG München, der heutigen GEWOFAG
Zum Schwabenbächl, Allach-Untermenzing
(1947) Schwabenbächl, Bach im Münchner Stadtviertel Ludwigsfeld
Zum Stefflacker, Johanneskirchen
(1984) alter Flurname
Zumbuschweg, Laim
(1934)
Caspar von Zumbusch (1830–1915), deutscher Bildhauer und Medailleur und seine Söhne
Ludwig von Zumbusch (1861–1927), Grafiker und Maler und
Leo von Zumbusch (1874–1940), Dermatologe sowie seinem Bruder
Julius Zumbusch (1832–1908), Bildhauer und Medailleur
Zumpestraße, Haidhausen
(1906) Hermann Zumpe (1850–1903), Dirigent und Leiter der Wagner-Festspiele im Prinzregententheater
Zündterstraße, Laim
(1938) Zündt bezeichnete eine Steinmarkierung zwischen Gemeinden, Gerichten und Stadtteilen. In diesem Fall bezieht sich der Name auf den Straßenbeginn an der Grenze zwischen den damals noch selbständigen Gemeinden Laim und Pasing
Zur Allacher Mühle, Allach-Untermenzing
(2008) Allacher Mühle, 1517 erstmals urkundlich erwähnt, 1955 endgültig stillgelegt, heute in Eigentumswohnungen umgewandelt
Zur Alten Ziegelei, Bogenhausen
(2012) Ziegelei, 1899 in der Nähe errichtet
Zur Deutschen Einheit, Denning
(1930) Erinnerung an die mit der Gründung des Deutschen Kaiserreiches 1871 erreichte Einheit der deutschen Länder
Zur Grünen Eiche, Moosach
(1935) alter Flurname
Zur Hängbreite, Johanneskirchen
(1984) alter Flurname
Züricher Straße, Forstenried
(1960) Zürich, Stadt der Schweiz
Zwackhstraße,
(1917) 24. Stadtbezirk
Zweibrückenstraße, Lehel, Isarvorstadt
(vor 1812) "Zweibrücken" leitet sich von den zwei Teilen der Ludwigsbrücke ab
Zweigstraße, Ludwigsvorstadt
(1875) umgangssprachliche Bezeichnung für eine Sackgasse, die von einer Hauptstraße abzweigt
Zwengauerweg, Solln
(1947) Anton Zwengauer (1810–1884), Maler des Biedermeier. Zuvor hieß die Straße Fichtenstraße.
Zwergackerweg, Freimann
(1950) alter Flurname
Zwergerstraße,
Zwergerweg, Sendling-Westpark
(1956) Zwerger, Familie von Maurermeistern und Stuckateuren, die beim Bau etlicher Münchner Kirchen mitgewirkt haben
Zwernitzer Straße, Aubing
(1947) Burg Zwernitz im oberfränkischen Landkreis Kulmbach
Zwicklgasse, Alt-Aubing
(1947) Zwickl, Hausname einer alten Wirtsfamilie in Aubing
Zwiedineckstraße, Allach-Untermenzing
(1963) Otto von Zwiedineck-Südenhorst (1871–1957), österreichischer Volkswirt und Staatsrechtler
Zwieselalmstraße,
(1917) 17. Stadtbezirk
Zwieselbergweg, Berg am Laim
(1965) Zwiesel, Gipfel südlich des Blombergs bei Bad Tölz
Zwieseler Straße, Bogenhausen
(1980) Zwiesel, Stadt und Luftkurort im Bayerischen Wald
Zwillergasse, Alt-Aubing
(1947) Zwiller(wirt), alter Hausname in Aubing
Zwillingstraße, Milbertshofen
(1913) ursprünglicher Verlauf der Straße mit zwei parallelen Trassen
Zwingenberger Straße, Alt-Aubing
(1947) Zwingenberg, Gemeinde in Baden-Württemberg
Zwingerstraße, Altstadt
(1868) Zwinger, Teil der mittelalterlichen Befestigungsanlage Münchens
Zypressenweg, Großhadern
(1947) Zypressen, Pflanzengattung aus der Familie der Zypressengewächse